# Karmelitenkloster St. Barbara (Würzburg)
Das Karmelitenkloster St. Barbara war ein Kloster der Beschuhten Karmeliten (OCarm) in Würzburg in Bayern in der Diözese Würzburg. 

## Geschichte
Das der Heiligen Barbara geweihte und 1252 vom Orden der Karmeliten mit Hilfe von Bischof Iring gegründete Kloster in der Karmelitenstraße wurde 1805 im Zuge der Säkularisation aufgelöst. 1805 bis 1822 diente dieses Kloster als Militärunterkunft, zuletzt „Husarenkaserne“. Die Kirche wurde geschlossen und als Salzmagazin genutzt. 1822 ging der Klosterkomplex, dessen Kirche 1823 abgebrochen wurde, in den Besitz der Stadt über und wurde 1824/25 zur Erweiterung des Rathauses abgebrochen.